# Scutellaria floridana
Scutellaria floridana är en kransblommig växtart som beskrevs av Alvin Wentworth Chapman. Scutellaria floridana ingår i Frossörtssläktet som ingår i familjen kransblommiga växter. Inga underarter finns listade i Catalogue of Life.